# Rebecca Spencer
Rebecca Leigh Spencer (* 22. Februar 1991 in Brent, London) ist eine in England geborene jamaikanische Fußballtorhüterin.

## Karriere

### Vereine
Nach ihrer Jugend beim FC Watford wechselte sie ab 2001 zu Arsenal. Im Jahr 2006 rückte sie hier dann in die erste Mannschaft auf. Zwar war sie hinter Emma Byrne immer nur zweite Wahl, jedoch kam sie ab und zu auch in Pokalpartien zum Einsatz. Im Jahr 2009 wurde sie dann an Nottingham Forest verliehen, wo sie einmal in der Liga zum Einsatz kam. Von 2010 bis 2011 war sie dann noch einmal an Gillingham verliehen.
Ende 2011 verließ sie Arsenal dann final und schloss sich in Frankreich ASJ Soyaux an. Aus familiären Gründen kehrte sie aber im Februar 2012 wieder nach England zurück. Hier kam sie nun, nachdem sie ganz kurz wieder bei Arsenal war, bei Birmingham City unter und dort bis Oktober des Jahres zu ein paar Einsätzen. Anfang 2013 kehrte sie wieder einmal zu Arsenal zurück, wo sie über das Jahr verteilt ebenfalls zu einigen Einsätzen in der WSL kam. Im Sommer des Jahres folgte erneut ein Wechsel zurück nach Birmingham. Dort verblieb sie nun einige Jahre und schloss sich beginnend mit dem Jahr 2016 dann Chelsea an.
Nach weiteren gut zwei Jahren folgte im Sommer 2018 ihr nächster Wechsel, diesmal schloss sie sich West Ham United an. Nach dem Ende ihres Vertrags im Sommer des folgenden Jahres verließ sie diese dann wieder und spielt seitdem für Tottenham Hotspur.

### Nationalmannschaft
In ihrer Jugend durchlief sie mehrere englische U-Nationalmannschaften. So spielte sie mit der U19 bei der Europameisterschaft 2008 stammt und hütete auch bei der Weltmeisterschaft ein paar Monate später immer den Kasten. Auch bei der Europameisterschaft 2009 hatte sie diesen Posten inne, bei der sie am Ende mit ihrer Mannschaft den Titel gewann. Bei der Europameisterschaft im Jahr 2010 wiederum spielte sie zwar wieder Stamm, verlor mit ihrem Team aber das Finale gegen Frankreich. Ein paar Monate später war sie dann auch wieder Teil der Mannschaft bei der Weltmeisterschaft in diesem Jahr.
Für die A-Nationalmannschaft wurde sie dann sogar einmal für ein Spiel gegen Estland nominiert, dort wurde sie aber nicht eingesetzt.
Durch ihre Herkunft ist sie aber auch für die jamaikanische Nationalmannschaft spielberechtigt. Für diese wurde sie erstmals im Juni 2021 nominiert. Bei einem 1:0-Freundschaftsspielsieg über Nigeria am 10. Juni 2021 gab sie dann ihr Länderspieldebüt. So spielte sie in fast jeder Partie der Qualifikation für die W Championship 2022 und stand auch bei der dortigen Endrunde als Stammtorhüterin stets auf dem Platz. Dort schaffte sie es mit ihrer Mannschaft auf den dritten Platz. Im Jahr 2023 folgte dann noch eine Teilnahme am Cup of Nations 2023.
Am 23. Juni 2023 wurde sie für den finalen Kader bei der Weltmeisterschaft 2023 nominiert. Dort erlebte sie im ersten Gruppenspiel gegen Frankreich ihr WM-Debüt und blieb beim 0:0 ohne Gegentreffer.